# حصن اريان
حصن إِرْيان هو من الحصون التاريخية القديمة في اليمن ويقع في مديرية القفر بمحافظة إب والذي من المحتمل أن يعود بنائه إلى عصر الدولة الحميرية ، ويُعد من الحصون المنيعة فهو مقام في قمة الجبل يطل على لمدرجات الزراعية تحيط به من كافة الجهات ، كما تحيط به التحصينات الطبيعية.

## أعلام
- عبد الرحمن الأرياني